# Amerikaanse auto in 2010
Dit artikel geeft een overzicht van alle Amerikaanse en Australische personenwagens die in 2010 op de markt kwamen. De auto's staan alfabetisch gerangschikt per merk.

## Noord-Amerika
| Acura |                  | concern: | Honda Japan |
| Acura | divisie:         | |             |
| Acura | merk:            | Acura Verenigde Staten                                                                                                  |             |
| Acura | model:           | TSX Sport Wagon stationwagen (2e generatie; gebaseerd op de sedan uit 2008; badge-engineered 7e generatie Honda Accord) |             |
| Acura | einde productie: | 2014 |             |
| Acura | productieaantal: | ? |             |

| Cadillac |                  | concern: | General Motors Verenigde Staten |
| Cadillac | divisie:         | |                                 |
| Cadillac | merk:            | Cadillac Verenigde Staten                                                                                              |                                 |
| Cadillac | model:           | CTS Coupe (2e generatie; afgeleid van de sedan uit 2007) CTS-V Coupe / Sport Wagon stationwagen (sportiever varianten) |                                 |
| Cadillac | einde productie: | 2014 |                                 |
| Cadillac | productieaantal: | 8519 (CTS-V Coupe), 1764 (CTS-V Sport Wagon)                                                                           |                                 |

| Chevrolet |                  | concern:                                | General Motors Verenigde Staten |
| Chevrolet | divisie:         |                                         |                                 |
| Chevrolet | merk:            | Chevrolet Verenigde Staten              |                                 |
| Chevrolet | model:           | Volt elektrische sedan (1e generatie)   |                                 |
| Chevrolet | einde productie: | 2015                                    |                                 |
| Chevrolet | productieaantal: | ruim 75.000 (verkocht in Noord-Amerika) |                                 |

| Chrysler |                  | concern:                                                                 | onafhankelijk |
| Chrysler | divisie:         |                                                                          |               |
| Chrysler | merk:            | Chrysler Verenigde Staten                                                |               |
| Chrysler | model:           | 200 sedan (1e generatie)                                                 |               |
| Chrysler | einde productie: | 2014                                                                     |               |
| Chrysler | productieaantal: | ca. 400.000 (verkocht in Noord-Amerika; inclusief de cabriolet uit 2011) |               |

| Dodge |                  | concern:                                     | Chrysler LLC Verenigde Staten |
| Dodge | divisie:         |                                              |                               |
| Dodge | merk:            | Dodge Verenigde Staten                       |                               |
| Dodge | model:           | Charger grote sedan (7e generatie)           |                               |
| Dodge | einde productie: | 2023                                         |                               |
| Dodge | productieaantal: | ruim 1,1 miljoen (verkocht in Noord-Amerika) |                               |

| Ford |                  | concern:                                  | onafhankelijk |
| Ford | divisie:         |                                           |               |
| Ford | merk:            | Ford Verenigde Staten                     |               |
| Ford | model:           | Explorer middelgrote suv (5e generatie)   |               |
| Ford | einde productie: | 2019                                      |               |
| Ford | productieaantal: | ca. 2 miljoen (verkocht in Noord-Amerika) |               |

| Ford |                  | concern:                                                                                           | onafhankelijk |
| Ford | divisie:         | |               |
| Ford | merk:            | Ford Verenigde Staten                                                                              |               |
| Ford | model:           | F-250 / F-350 / F-450 Super Duty pick-up (3e generatie; zwaardere varianten van de F-150 uit 2008) |               |
| Ford | einde productie: | 2016                                                                                               |               |
| Ford | productieaantal: | ?                                                                                                  |               |

| Hennessey |                  | concern:                                           | onafhankelijk |
| Hennessey | divisie:         |                                                    |               |
| Hennessey | merk:            | Hennessey Verenigde Staten                         |               |
| Hennessey | model:           | Venom GT Coupe (omgebouwde krachtiger Lotus Exige) |               |
| Hennessey | einde productie: | januari 2017                                       |               |
| Hennessey | productieaantal: | 6 (exclusief de cabriolet uit 2012)                |               |

| Jeep |                  | concern:                                    | Chrysler LLC Verenigde Staten |
| Jeep | divisie:         |                                             |                               |
| Jeep | merk:            | Jeep Verenigde Staten                       |                               |
| Jeep | model:           | Grand Cherokee suv (4e generatie)           |                               |
| Jeep | einde productie: | 2022                                        |                               |
| Jeep | productieaantal: | ca. 2,5 miljoen (verkocht in Noord-Amerika) |                               |

| Lucra |                  | concern:                                  | onafhankelijk |
| Lucra | divisie:         |                                           |               |
| Lucra | merk:            | Lucra Verenigde Staten                    |               |
| Lucra | model:           | LC470 Roadster tweezitsport- en racewagen |               |
| Lucra | einde productie: | 2015–22                                   |               |
| Lucra | productieaantal: | 63 (schatting)                            |               |

| Scion |                  | concern:                                                                | Toyota Japan |
| Scion | divisie:         |                                                                         |              |
| Scion | merk:            | Scion Verenigde Staten                                                  |              |
| Scion | model:           | tC coupé (2e generatie; buiten Noord-Amerika als Toyota Zelas verkocht) |              |
| Scion | einde productie: | augustus 2016                                                           |              |
| Scion | productieaantal: | ca. 120.000 (verkocht in Noord-Amerika)                                 |              |

## Latijns-Amerika
| Citroën |                  | concern: | PSA Peugeot Citroën Frankrijk |
| Citroën | divisie:         | Peugeot Citroën do Brasil Brazilië                                                                                            |                               |
| Citroën | merk:            | Citroën Frankrijk |                               |
| Citroën | model:           | C3 Aircross kleine mpv (variant van de Europese Citroën C3 Picasso uit 2009; na een facelift in 2016 gewoon Aircross genoemd) |                               |
| Citroën | einde productie: | 2021 |                               |
| Citroën | productieaantal: | ca. 110.000 (t/m 2015) |                               |

| Peugeot |                  | concern: | PSA Peugeot Citroën Frankrijk |
| Peugeot | divisie:         | Peugeot Citroën do Brasil Brazilië                                                                               |                               |
| Peugeot | merk:            | Peugeot Frankrijk                                                                                                |                               |
| Peugeot | model:           | Hoggar pick-up (1 generatie; gebaseerd op de 206+ – 207 genoemd in Latijns-Amerika – voor de Braziliaanse markt) |                               |
| Peugeot | einde productie: | 2014 |                               |
| Peugeot | productieaantal: | 15.285 |                               |

## Australië
| Holden |                  | concern:                                                                                                  | General Motors Verenigde Staten |
| Holden | divisie:         | |                                 |
| Holden | merk:            | Holden Australië                                                                                          |                                 |
| Holden | model:           | Barina Spark kleine vijfdeurhatchback (badge-engineered Chevrolet Spark / Daewoo Matiz Creative uit 2009) |                                 |
| Holden | einde productie: | 2016 |                                 |
| Holden | productieaantal: | ? |                                 |